# باچکی گراچاتس
باچکی گراچاتس (به صربی: Bački Gračac) یک روستا در صربستان است که در استان خودمختار وویوودینا واقع شده‌است. باچکی گراچاتس ۲٬۲۹۵ نفر جمعیت دارد.